# Liste von Basketballvereinen im Libanon
Diese Liste ist eine Aufstellung von Basketballvereinen im Libanon.
| Verein                                                      | Logo | Ort                     | Nationale Meisterschaften                                                                                    | Sportstätte                           | Sonstiges und Webadresse | Belege        |
| ----------------------------------------------------------- | ---- | ----------------------- | --- | ------------------------------------- | ------------------------ | ------------- |
| Amchit Club                                                 |      | Amchit                  | | Amchit club                           | Mehrspartensportverein   |               |
| Homenetmen Antelias                                         |      | Antelias                | |                                       | Frauen                   | [ 1 ] [ 2 ]   |
| CS Antonine                                                 |      | Baabda                  | | Antonine Arena                        |                          | [ 3 ]         |
| Antranik Beirut                                             |      | Beirut / Antelias       | | AGBU Demirjian Center                 | Männer und Frauen        | [ 4 ] [ 5 ]   |
| Beirut Club (SC)                                            |      | Beirut                  | 2022 | Chiyah Stadium                        |                          | [ 6 ]         |
| Hoops Club                                                  |      | Beirut / Dora / Jdeideh | | Michel Murr Complex                   | Männer und Frauen        | [ 7 ]         |
| Sporting Al Riyadi Beirut                                   |      | Beirut                  | Männer: 1993, 1995, 1997, 2005, 2006, 2007, 2008, 2009, 2010, 2011, 2014, 2015, 2016, 2017, 2019, 2021, 2023 | Saeb Salam Arena                      | Männer und Frauen        | [ 8 ]         |
| Dynamo Lebanon                                              |      | Beirut                  | | Rockland Arena                        |                          | [ 9 ]         |
| Homenetmen Bourj Hammoud                                    |      | Bourj Hamoud            | |                                       |                          | [ 2 ]         |
| Byblos Sporting Club                                        |      | Byblos                  | |                                       |                          | [ 10 ] [ 2 ]  |
| Champville SC                                               |      | Dik El Mehdi            | 2012 | Champville Club Center                |                          | [ 11 ] [ 2 ]  |
| Sagesse SC (Al Hekmeh Beirut)                               |      | Beirut / Ghazir         | 1994, 1998, 1999, 2000, 2001, 2002, 2003, 2004                                                               | Antoine Choueiri Stadium              | Mehrspartensportverein   | [ 12 ] [ 13 ] |
| Shabab Zahle / Haouch El-Omara                              |      | Haouch El-Omara (Zahlé) | |                                       |                          |               |
| Jamhour Blue Stars                                          |      | Jamhour                 | |                                       |                          | [ 2 ]         |
| Mayrouba                                                    |      | Jounieh / Mayrouba      | | Club Central                          |                          | [ 14 ]        |
| NSA/Nadim Souaid Academy                                    |      | Jounieh                 | | Fouad Chehab Stadium                  |                          | [ 15 ]        |
| Club Centrale Al Markaziyyah Jounieh / Club Central Jounieh |      | Jounieh                 | |                                       |                          | [ 16 ]        |
| Homenetmen Beirut                                           |      | Mezher                  | 2018 | Adom & Sella Tenjukian stadium        | Mehrspartensportverein   | [ 17 ]        |
| Tebnin SC                                                   |      | Tebnine                 | | Cité Sportive indoor stadium          |                          |               |
| Al Mouttahed Tripoli                                        |      | Tripoli                 | | Safadi Sports and Cultural Center     | Mehrspartensportverein   | [ 18 ]        |
| Anibal Zahle                                                |      | Zahlé                   | | Antonins Sister School / SSCC Rassieh | Frauen und Männer        | [ 19 ] [ 2 ]  |
| Atlas Ferzol                                                |      | Zahle                   | |                                       |                          | [ 20 ] [ 21 ] |
| Al-Ahli Sarba BC                                            |      | Zouk Mikael             | | Kahraba Stadium                       | Mehrspartensportverein   |               |
| Tadamon Zouk                                                |      | Zouk Mikael             | | Nouhad Nawfal Stadium                 |                          |               |
| Louaize Club (Notre Dame University – Louaize)              |      | Zouk Mosbeh             | | Louaize Stadium                       |                          |               |
| Zouk Mosbeh SC                                              |      | Zouk Mosbeh             | |                                       | Mehrspartensportverein   |               |
| Kahraba Zouk                                                |      | Zouk                    | |                                       |                          |               |
| Animation - Nadi Ihya Al Riyada Zouk                        |      |                         | |                                       |                          | [ 22 ]        |
| Liders                                                      |      |                         | |                                       |                          | [ 23 ]        |
| Al Anwar                                                    |      |                         | |                                       |                          | [ 24 ] [ 25 ] |